# Cazenus merus
Cazenus merus är en insektsart som beskrevs av Beamer 1937. Cazenus merus ingår i släktet Cazenus och familjen dvärgstritar. Inga underarter finns listade i Catalogue of Life.